# 韶山市
韶山市位于中国湖南省中部，湘潭、宁乡、湘乡三县市交界处，是湘潭市代管的一个县级市，毛泽东的故乡。区域总面积为247平方公里。

## 历史
韶山原仅指湖南省湘潭县西北部靠近湘乡县的一座小山丘。因传说舜帝南巡至此，其随从奏韶乐，有凤凰来仪而得名“韶山”，后来附近的村落便以山为名，称为韶山冲。1893年12月26日，毛泽东出生在韶山冲上屋场，并在这里渡过了童年和少年时代。当1949年中华人民共和国建立后，韶山也被奉为中国共产党的“革命圣地”之一。1958年建立了湘潭县韶山公社，1961年改设湘潭县韶山区。1963年设韶山管理局，隶韶山区委领导，负责韶山的旅游接待。文化大革命爆发后，韶山更是备受尊崇。当时出版的各种地图，都使用特殊的方式对韶山进行了标注，国家也对韶山经济建设与旅游事业进行了大力的支持。韶山区也于1968年析湘乡县大坪公社和白田公社的竹赞大队并入，升格为地级行政区，受湖南省直接领导，达到了其建制史的顶峰。而随着1976年毛泽东去世和文化大革命的结束，韶山也逐渐回归至以前的地位，于1981年撤销地级建置，设湘潭县韶山区和湖南省韶山管理局。1984年升为市辖区，由湘潭市管辖。1990年12月26日，经国务院批准，撤销韶山区，设立县级韶山市，由湘潭市代管。

## 人口
根据第七次人口普查数据，截至2020年11月1日零时，韶山市常住人口为103357人。 与2010年第六次全国人口普查的86036人相比，增加17321人，增长20.13%，年平均增长率为1.85%。

## 行政区划
1990年韶山设市时共辖6乡2镇。1997年如意乡改为如意镇。2001年银田镇、银田乡合并为银田镇。2015年，清溪镇、如意镇、永义乡成建制合并设立清溪镇，韶山乡、大坪乡成建制合并设立韶山乡。
截止2018年，韶山市辖2个镇、2个乡是：
清溪镇、银田镇、韶山乡和杨林乡。

## 现任领导

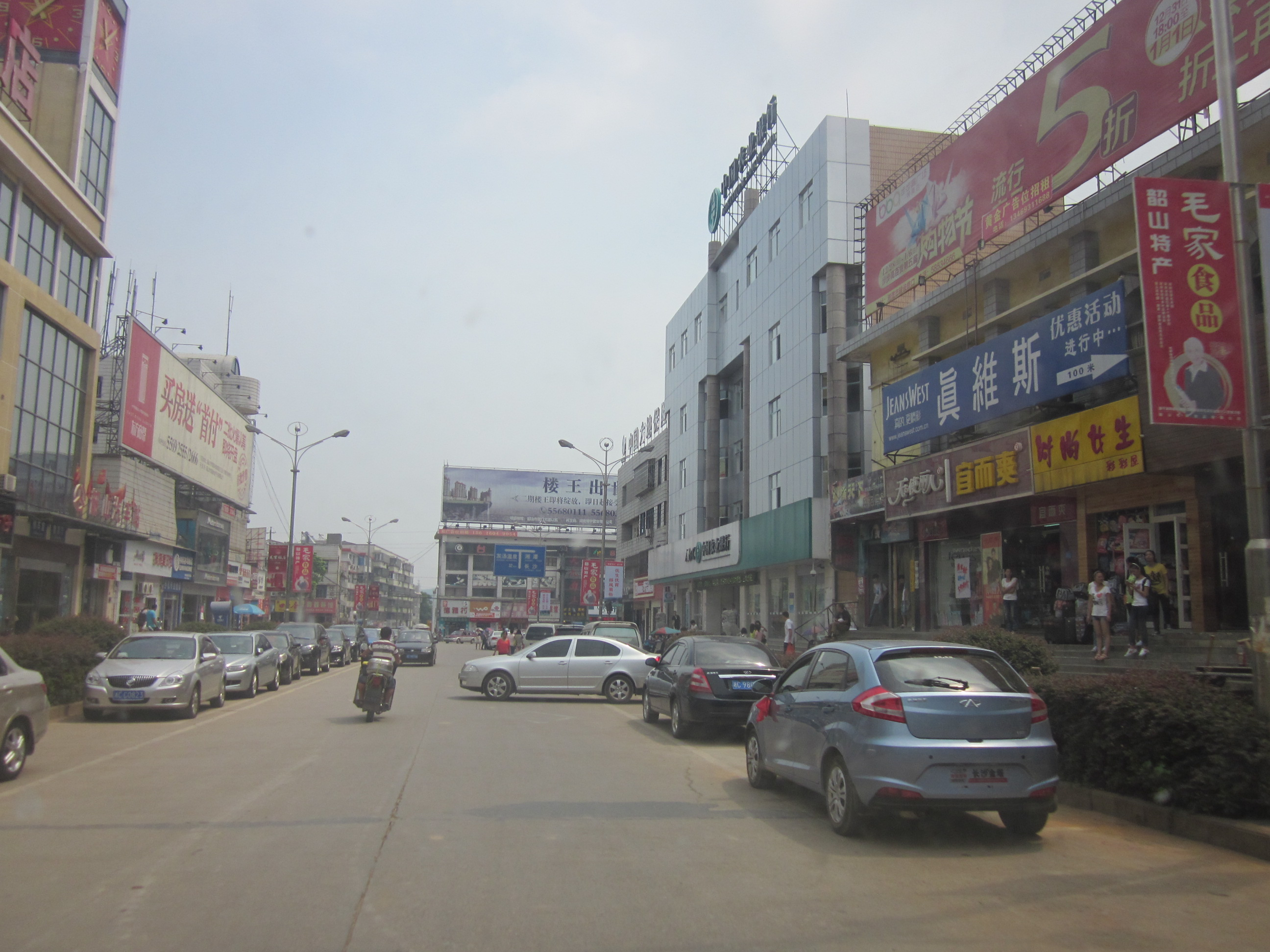
韶山市的街道。

| 机构     | · 中国共产党 · 韶山市委员会 · 书记 | 韶山市人民代表大会 常务委员会 主任 | 韶山市人民政府 市长 | · 中国人民政治协商会议 · 韶山市委员会 · 主席 | 韶山市监察委员会 主任 |
| -------- | ---------------------------------- | ---------------------------------- | ------------------- | -------------------------------------------- | --------------------- |
| 姓名     | 曹伟宏                             | 蒋卫阳                             | 邓望军              | 李长新                                       | 刘志刚                |
| 民族     | 汉族                               | 汉族                               | 汉族                | 汉族                                         | 汉族                  |
| 籍贯     | 湖南省长沙县                       | ？                                 | 湖南省湘乡市        | ？                                           | ？                    |
| 出生日期 | 1981年8月（43歲）                  | 1972年8月（52歲）                  | 1974年12月（50歲）  | ？                                           | ？                    |
| 就任日期 | 2021年7月                          | ？                                 | 2021年10月          | 2021年10月                                   | ？                    |

## 经济
目前韶山的经济以与毛泽东相关的旅游业为主，是一处国家重点风景名胜区。农业主产稻谷、茶叶、柑橘、油菜、茶叶等。有针织、水泥、玻璃制品等厂。
2017年，韶山市完成地区生产总值86.18亿元，同比增长8.7%。其中，第一产业增加值6.4亿元，同比增长2.9%；第二产业增加值42.21亿元，同比增长6.6%；第三产业增加值37.57亿元，同比增长13.2%。第一、第二、第三产业比重为7.4：49：43.6。全市完成固定资产投资106.6亿元，同比增长13.8%。进出口总额达12.37亿元，同比增长34%。

## 地理
韶山市位于湖南中部湘东丘陵区。全市地形以丘陵为主，森林覆盖率接近50%。韶山山脉由南向北穿过全市，最高峰韶峰为南岳衡山第七十一峰。年平均气温16.7℃，年均降水量1358毫米，年均日照时长1717小时。

## 交通
107国道、 240国道、 320国道、 354国道相邻而过，File:Shoudou 1823(China).svg 1823省道穿越市中心区域。 长韶娄高速公路过境韶山市北部，并建有韶山支线高速连通。 沪昆高速潭邵段在向红设有出口，并建有湖南省道1号线高速（宁韶高速）连通市区。市内设有汽车站，东可至湘潭、株洲市，北可向宁乡、长沙、益阳、常德、张家界市，西可达娄底、邵阳市，南可往衡阳市。

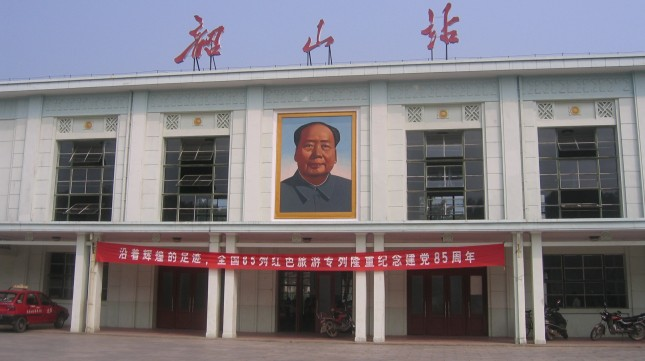
韶山站

境内还有铁路支线韶山铁路连接沪昆铁路，在清溪镇设有韶山站，曾每天有列车发往长沙，已于2017年1月5日停办客运。2014年开通的沪昆客运专线湖南段在永义乡亦设有韶山南站，该站距韶山市区6公里。

## 文化旅游
韶山旅游区为第三批国家级风景名胜区、国家AAAAA级旅游景区，是著名的革命纪念地。

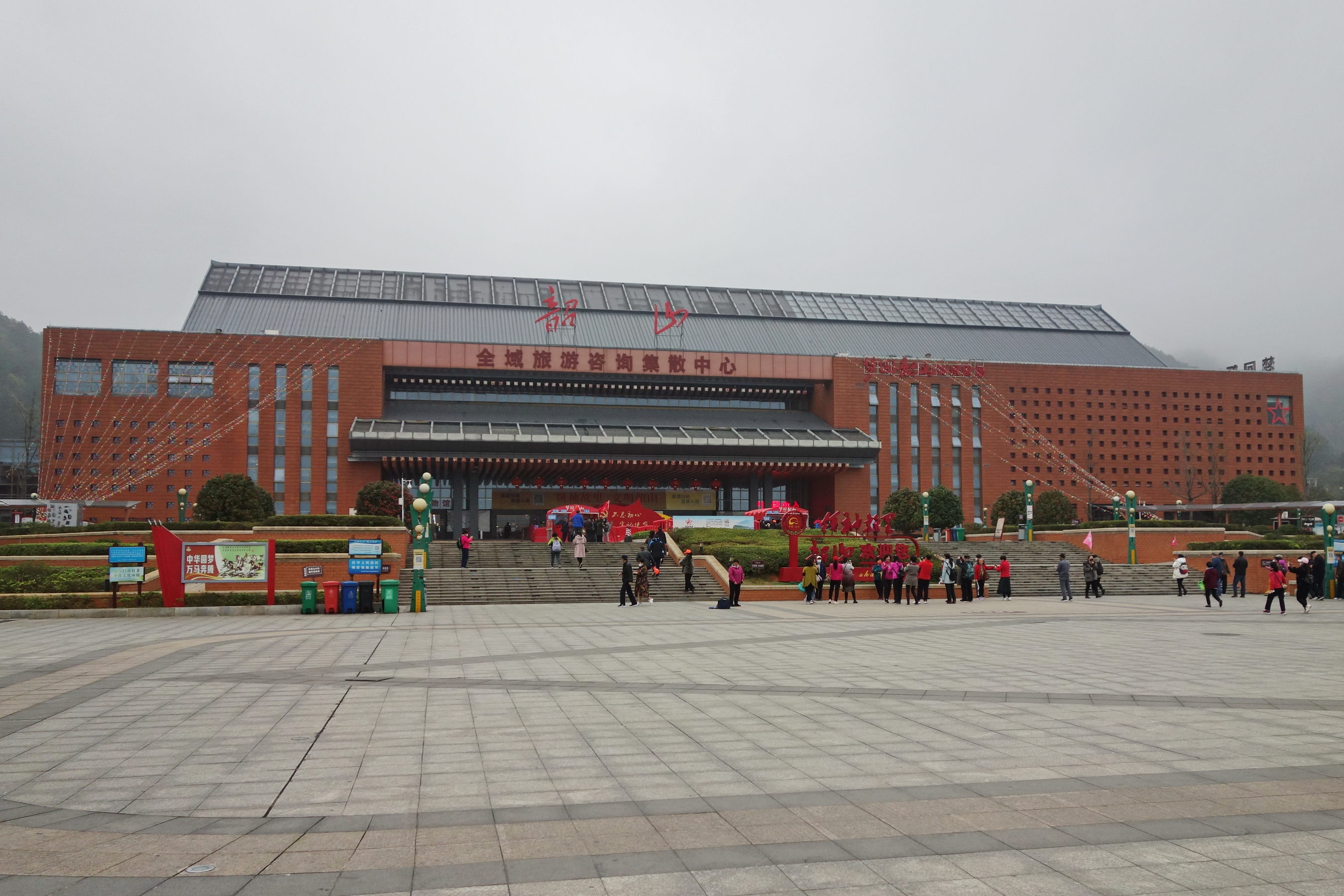
韶山市游客集散中心

- 韶山冲毛泽东同志故居：第一批全国重点文物保护单位
- 韶山毛泽东同志纪念馆：第一批国家一级博物馆
- 毛氏宗祠
- 滴水洞：国家AAAA级旅游景区
- 韶峰：韶山最高峰
- 韶山毛泽东纪念园[13]
- 韶山烈士陵园[14]